# Julio DePaula
Julio DePaula, né le 31 décembre 1982 à Saint-Domingue (République dominicaine), est un joueur dominicain de baseball évoluant en Ligue majeure de baseball avec les Tampa Bay Rays. Après la saison 2007, ce lanceur partant compte 16 matches pour une moyenne de points mérités de 8,55. Il n'est pas aligné en Ligue majeure en 2008, se contentant de joueur en Triple-A.